# Finding Forever
Finding Forever är hiphopmusikern Commons sjunde album, utgivet i juli 2007. Albumet blev listetta på Billboard 200 och låten "Southside" belönades med en Grammy i kategorin Best Rap Performance By a Duo or Group.

## Låtlista
1. "Intro" - 1:17
2. "Start the Show" - 3:14 (feat. Kanye West)
3. "The People" - 3:24 (feat. Dwele)
4. "Drivin' Me Wild" - 3:42 (feat. Lily Allen)
5. "I Want You" - 4:30 (feat. will.i.am)
6. "Southside" - 4:44 (feat. Kanye West)
7. "The Game" - 3:32
8. "U, Black Maybe" - 5:01 (feat. Bilal)
9. "So Far to Go" - 4:27 (feat. D'Angelo)
10. "Break My Heart" - 3:39
11. "Misunderstood" - 4:44 (feat. Bilal)
12. "Forever Begins" - 7:36 (feat. Lonnie Lynn)